# Heterophasma multispinosum
Heterophasma multispinosum är en insektsart som beskrevs av Nicolas Cliquennois och Brock 2004. Heterophasma multispinosum ingår i släktet Heterophasma och familjen Phasmatidae. Inga underarter finns listade i Catalogue of Life.